# Francisco Llácer Pla
Francisco Llácer Pla (Valencia, 2 de octubre de 1918 - ibíd., 14 de abril de 2002) fue un compositor y pedagogo musical español.

## Biografía
De pequeño ingresó como monaguillo en el Real Colegio Seminario del Corpus Christi. En 1932, a los catorce años, fue requerido desde Elche para que cantara las partes del Ángel y el Ahora Coeli del Misterio de Elche, constituyendo un hecho insólito la participación de un cantor no ilicitano. El contacto con la música coral sería una influencia decisiva en su obra creativa como él mismo reconoció. Estudió en el Conservatorio Superior de Música de Valencia con Manuel Palau y José Báguena Soler y tuvo que compatibilizar su dedicación a la música con sus servicios como funcionario de Sanidad, ocupando el puesto de administrador general de la Escuela de Puericultura de Valencia.
Su evolución musical es prácticamente la de un autodidacta. En la España de la posguerra no tuvo demasiadas oportunidades de viajar y, por lo tanto, el conocimiento de las vanguardias musicales europeas fue producto de su propio interés y dedicación. Reconoció como influencias más destacables en él las de Maurice Ravel y, en especial, Béla Bartók, aunque también se mostró cercano a algunas propuestas estéticas de la Segunda Escuela de Viena, principalmente de Alban Berg, el más lírico y romántico de la trinidad vienesa. Fue uno de los primeros compositores valencianos en inscribirse en las propuestas de la música contemporánea y vanguardista imperantes en Europa.
Su primera obra data del 1952: Dos lieder amatorios. A menudo, estas primeras obras muestran un espíritu nacionalista valenciano combinado con cierto humorismo. A partir de Sincrección-Divertimento (1962), para orquesta de cuerda, el lenguaje se vuelve más experimental. En la década de 1970, Llácer encuentra un lenguaje personal que hace posible unir el lirismo, los ecos del folclore valenciano y el experimentalismo vanguardista en obras de éxito, tales como Migraciones (1974)) o Amén de Folies (1978), para orquesta. Según Tomás Marco, en este período Llácer nos ofrece «una visión nueva y singularmente sugestiva de lo que podría ser un nacionalismo visto desde una nueva perspectiva y con carácter avanzado».
En la obra de Llàcer se encuentra a menudo presente el elemento folclórico valenciano, pero no hace referencias directas, superando el esquema tradicional en la música nacionalista de finales del siglo XIX y principios del siglo XX. Destacan en sus trabajos las innovaciones armónicas y, dentro de ellas, el denominado «acorde equilibrado». Aparte de su labor como compositor y de su vida profesional, fue profesor del Conservatorio de Valencia y del Instituto Musical Giner y es autor de Guía analítica de formas musicales para estudiantes (1982).

## Obras
Relación no exhaustiva de composiciones:
| - 1974 El bosque de Opta - 1956 Rondó Mirmidón - 1959 Aguafuertes d'una novela - 1962 Sincrección-Divertimento, para orquesta de cuerda - 1969 Trova Heptafónica, para orquesta de cuerda - 1978 Amén de Folies - 1987 Ricercare concertante, para dos pianos y orquesta - 1962 Zoco esclavo y marcha oriental - 1952 2 Lieder amatorios, para soprano y piano - 1957 3 Lieder y una coplilla, para soprano y orquesta con piano - 1966 Nou cançons per a la intimitat, para soprano, flauta, clarinete, fagot y piano - 1974 Migraciones, para soprano y orquesta - 1977 Loors de la Santíssima Creu, para soprano y piano (encargo de Radio Nacional de España) - 1953 Campanar de Benigànim, para coro femenino - 1954 Tríptico popular, para coro infantil - 1956 Primavera en Hivern - 1959 Al bon Déu, para coro infantil - 1960 Cançoneta dels innocents, para coro infantil y órgano - 1964 Himno de la enfermera, para coro femenino y orquesta - 1966 Misa Puericia, para coro infantil y órgano - 1971 Himne del jardiner, para coro masculino y banda - 1972 Lamentació de Tirant lo Blanc - 1973 Tres ratlles curtes, para coro infantil - 1975 Ajonetes, para coro infantil | - 1961 Preludio místico, para arpa - 1963 Pentámero, para arpa - 1964 Invenciones, para seis instrumentos - 1970 Ciclos, para violín y piano - 1972 Cançó per a la intimitat, para violín y piano - 1974 Motete para el día sexto, para cuarteto de cuerda - 1977 Episodios concertantes, para guitarra, doble cuarteto de cuerda y percusión - 1979 Huellas, para violoncelo y piano - 1980 La otra trova Heptafónica, para violoncelo y piano - 1981 Litúrgia II, para quinteto de viento - 1985 Tenebrae, para flauta y piano - 1987 Textura y tropos, para violín y piano - 1954 Preludio - 1955 Sonata - 1956 Noctámbulo, dedicada a Eduard López-Chávarri i Marco - 1960 Sonatina - 1981 Dístico percutiente - 1986 Espacios sugerentes, homenaje a un cuadro de Salvador Soria - 1988 Plurivoco - 1961 Salida - 1977 Litúrgia I - 1986 Versus in conmemoratione Ioannis Cabanilles |

## Catálogo sobre el autor
- Díaz Gómez, Rafael (1996). Francisco Llácer Pla. Catálogos de compositores. Madrid: Sociedad General de Autores y Editores. ISBN 8480481447.

- Datos: Q3081882